# 国際エミー賞
国際エミー賞（こくさいエミーしょう、International Emmy Award）は、エミー賞の一部をなす賞であり、国際テレビ芸術科学アカデミーによって授与される、アメリカ合衆国外で製作・放送された優れたテレビ番組を表彰する賞である。授賞式は毎年11月にニューヨークのInternational Emmy Awards Galaで開催される。第1回国際エミー賞授賞式は1973年に行われた。

## 歴史
国際テレビ芸術科学アカデミー(IATAS)は、1969年に設立された、インターネット、モバイル、技術を含むテレビの全分野の50か国以上、500社からなる有力なメディアとエンターテインメント関係者の会員制組織である。この団体は全米テレビ芸術科学アカデミー(NATAS)の一部であるが、NATASとは別の世界各国の理事からなる理事会の下で運営されている。
第1回国際エミー賞授賞式は1973年に、CBS社長のラルフ・バルークの主催の下でニューヨークのプラザホテルで開催された。授賞式には約200人の来場者があった。
IATASはまた、米国内のエミー賞と同様の国際ニュースエミー賞(International Emmy Awards Current Affairs & News)と、4月にカンヌのMIPTVの一環として発表される国際エミー・キッズ賞(International Emmy Kids Awards)も発表する。また、MIPTVでは3つのインタラクティブ部門の授与を行う。これは、アメリカ以外で発表される唯一のエミー賞である。

## 選考規定
国際テレビ芸術科学アカデミーは、いくつかの異なる部門のでコンテストを開催している。キッズ部門（4月にMIPTVで発表）、ニュース部門（9月から10月にニューヨークで発表）、番組とパフォーマンスの部門（11月にニューヨークで発表）である。
米国以外の組織または個人（ネットワーク、地方または地域のテレビ局、プロデューサー、ディレクター、作家）が番組を提出することができる（非英語のアメリカのプライムタイム番組部門に該当する場合を除く）。番組の著作権を所有していない組織または個人は、提出物を提示する前に、権利所有者から同意を得なければならない。これは、アカデミーの会員以外でも行える。
テレビ局やその代表者は、彼らが競合している部門に投票することはできない。アカデミーは投票に参加しない。登録番組を評価するのは40か国、約600人のテレビ関係者である。プロセス全体はアーンスト・アンド・ヤングによって監査される。

## 部門
現在、国際エミー賞には以下の部門がある。
番組部門

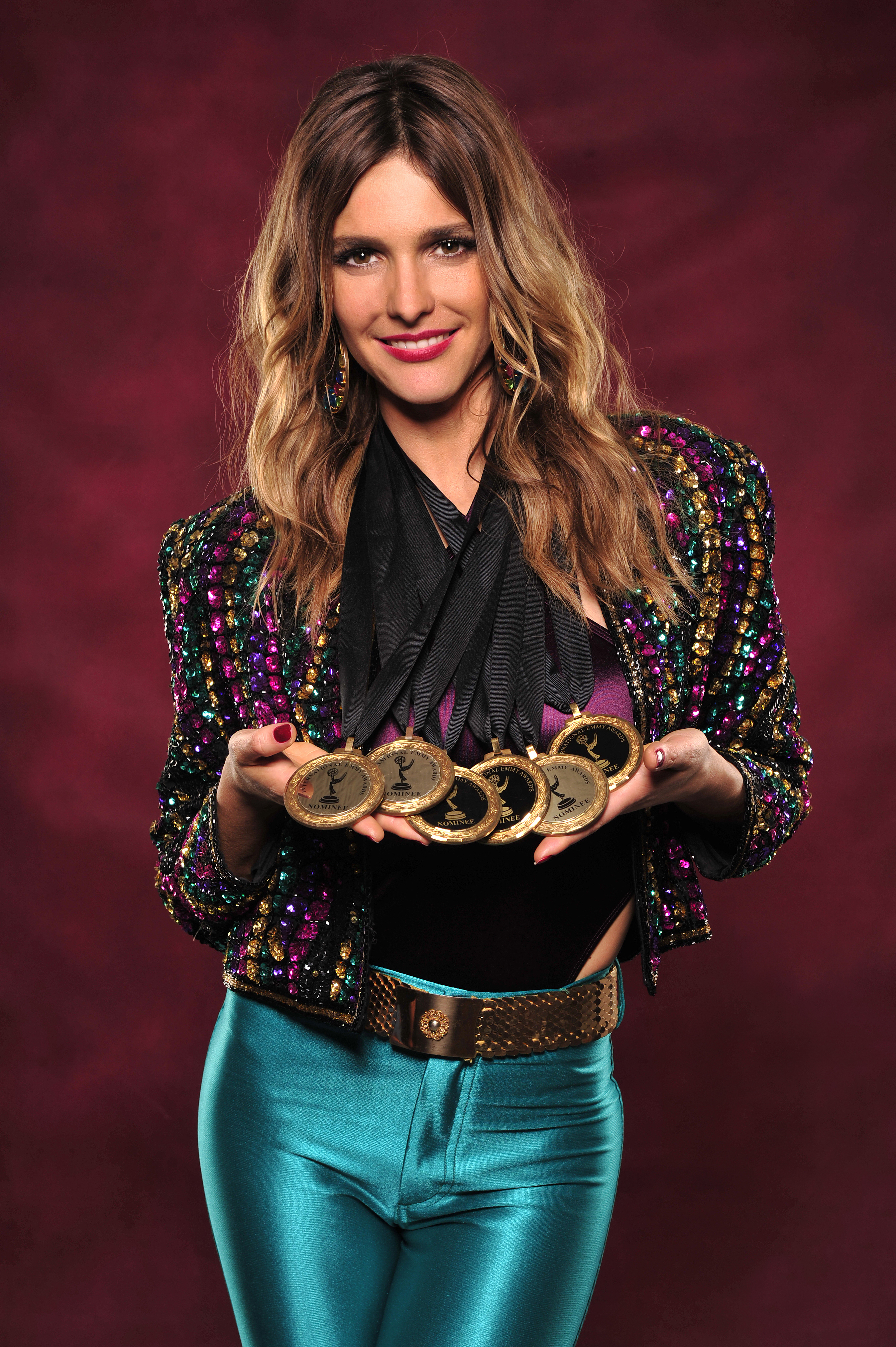
ブラジルの女優フェルナンダ・リマは2012年に6つのノミネートメダルを獲得した

- 芸術番組部門 (Best Arts Programming)
- コメディー・シリーズ部門 (Best Comedy Series)
- 時事問題部門 (Current Affairs) （10月にニューヨークでニュース&ドキュメンタリー・エミー賞と共に発表される）
- ドキュメンタリー部門 (Best Documentary)
- ドラマ・シリーズ部門 (Best Drama Series)
- 報道部門 (News) （10月にニューヨークでニュース&ドキュメンタリー・エミー賞と共に発表される）
- 非英語米国プライムタイム番組部門(Best Non-English Language U.S. Primetime Program)
- リアリティ・バラエティ部門 (Best Non-Scripted Entertainment)
- テレノベラ部門 (Best Telenovela)
- 短編シリーズ部門 (Short-Form Series) （2017年に新設）
- テレビ映画/ミニシリーズ部門 (Best TV Movie or Miniseries)

パフォーマンス部門
- 男優部門 (Best Performance by an Actor)
- 女優部門 (Best Performance by an Actress)

キッズ部門
国際エミー・キッズ賞(International Emmy Kids Awards)として、4月にフランス・カンヌで発表される。
- Kids: Preschool
- Kids: Animation
- Kids: Digital
- Kids: Factual
- Kids: Non-Scripted Entertainment
- Kids: Series
- Kids: TV Movie/Mini-Series

デジタル部門
国際デジタル・エミー賞(International Digital Emmy Awards)として、4月にフランス・カンヌで発表される。
- Digital Program: Children and Young People
- Digital Program: Fiction
- Digital Program: Non-Fiction

## 日本の受賞者
- 1975年 - 日本テレビの『NNNドキュメント「明日をつかめ!貴くん〜4745日の記録」』がドキュメンタリー部門を日本の番組として初受賞[7]。
- 1977年 - 日本放送協会（NHK）『劇画シリーズ　紅い花』フィクション部門優秀作品賞受賞。全米ネットで放送。
- 1980年 - NHK『四季～ユートピアノ～』フィクション部門優秀作品賞受賞。全米ネットで放送。
- 1985年 - NHK『芸術劇場「創作舞踊 無明」』（主演：瀬川仙魚）が公演芸術部門で優秀賞を初受賞。
- 1993年 - NHK『NHKスペシャル「モニカとヨーナス～旧東独・暴かれた密告社会」』がドキュメンタリー部門を受賞[8]。
- 1995年 - NHK『NHKスペシャル「響き合う父と子～大江健三郎と息子光の30年」』がアートドキュメンタリー部門を受賞[9]。
- 1999年 - 毎日放送のドキュメンタリー番組『映像'90「ふつうのままで～ある障害者夫婦の日常～」』が、ドキュメンタリー部門でグランプリを受賞[10]。脳性麻痺に冒されて手足が不自由になった奈良市在住の夫婦が、多くの人たちとふれあいながら、一人息子を育て上げる日々を描いたヒューマンドキュメンタリーだった。日本の番組が同部門で受賞するのは日本テレビ及びNHKに続いて3社目。また、子ども・青少年部門でもNHKの『課外授業 ようこそ先輩「戦争を学ぶ 命を考える」』が受賞している[9]。
- 2001年 - 毎日放送のドキュメンタリーシリーズ番組『映像'01「生まれ来るわが子へ～薬害エイズ被害者夫婦の選択～」』が入賞した。単独で2度受賞は日本初[10]。
- 2009年 - 最終ノミネートにおいて、芸術番組部門では『サントリー1万人の第九』（毎日放送）、コメディー部門に『星新一ショートショート特集』（NHK）がそれぞれ選出。そのうち、『星新一ショートショート特集』が受賞した[9]。
- 2011年 - 時事問題部門で『NHKスペシャル「奇跡の生還〜スクープ チリ鉱山事故の真実〜」』（NHK）が最優秀賞を受賞[9]。
- 2012年 - NHKの東日本大震災報道が報道部門を、『中学生日記』（NHK名古屋）がキッズドラマ部門を受賞。
- 2015年 - NHK、ドワンゴ、ポリゴン・ピクチュアズ制作による『山賊の娘ローニャ』（宮崎吾朗監督）が、キッズ・アニメーション部門を受賞。
- 2016年 - WOWOW制作の『ノンフィクションW 撮影監督ハリー三村のヒロシマ～カラーフィルムに残された復興への祈り～』が芸術番組部門を受賞。WOWOWは初受賞[11]。
- 2024年 - 日本（Hulu Japan）・アメリカ（レジェンダリー・テレビジョン、ダイナミック・テレビジョン）・フランス（フランス・テレヴィジオン）共同制作の『神の雫/Drops of God』が連続ドラマ部門を受賞[12][13]。